# Jihomoravský župní přebor 1994/1995
V soubojích 35. ročníku Jihomoravského župního přeboru 1994/95 (jedna ze skupin 5. fotbalové ligy) se utkalo 16 týmů každý s každým dvoukolovým systémem podzim–jaro. Tento ročník začal v srpnu 1994 a skončil v červnu 1995.

## Nové týmy vsezoně 1994/95
- Z Divize D 1993/94 nesestoupilo do Jihomoravského župního přeboru žádné mužstvo.
- Ze skupin I. A třídy Jihomoravské župy 1993/94 postoupila mužstva FC Pálava Mikulov (vítěz skupiny A) a TJ BOPO Třebíč (vítěz skupiny B).

## Konečná tabulka
Zdroj: 
| Poř. | Tým                         | Z  | V  | R  | P  | VG | OG | B  |
| ---- | --------------------------- | -- | -- | -- | -- | -- | -- | -- |
| 1.   | SK Šlapanice                | 30 | 18 | 7  | 5  | 47 | 25 | 61 |
| 2.   | TJ Slavoj Velké Pavlovice   | 30 | 18 | 6  | 6  | 73 | 30 | 60 |
| 3.   | TJ Tatran Bohunice          | 30 | 16 | 6  | 8  | 58 | 30 | 54 |
| 4.   | FC Náměšť nad Oslavou       | 30 | 16 | 5  | 9  | 70 | 36 | 53 |
| 5.   | FC Sparta Brno              | 30 | 14 | 8  | 8  | 63 | 38 | 50 |
| 6.   | FC Pálava Mikulov (N)       | 30 | 15 | 5  | 10 | 60 | 40 | 50 |
| 7.   | TJ Baník Zbýšov             | 30 | 14 | 4  | 12 | 50 | 55 | 46 |
| 8.   | RAFK Rajhrad                | 30 | 10 | 11 | 9  | 43 | 48 | 41 |
| 9.   | TJ BOPO Třebíč (N)          | 30 | 12 | 4  | 14 | 40 | 40 | 40 |
| 10.  | FC Miroslav                 | 30 | 12 | 3  | 15 | 52 | 62 | 39 |
| 11.  | SK Slavkov u Brna           | 30 | 10 | 6  | 14 | 39 | 44 | 36 |
| 12.  | SK Bystřice nad Pernštejnem | 30 | 10 | 5  | 15 | 35 | 55 | 35 |
| 13.  | TJ Framoz Rousínov          | 30 | 10 | 4  | 16 | 41 | 58 | 34 |
| 14.  | TJ Sokol Bedřichov          | 30 | 7  | 7  | 16 | 35 | 55 | 28 |
| 15.  | FC Medlánky                 | 30 | 7  | 7  | 16 | 30 | 58 | 28 |
| 16.  | SK Sokol Lipovec            | 30 | 5  | 4  | 21 | 28 | 86 | 19 |

Poznámky:
- Z = Odehrané zápasy; V = Vítězství; R = Remízy; P = Prohry; VG = Vstřelené góly; OG = Obdržené góly; B = Body; (S) = Mužstvo sestoupivší z vyšší soutěže; (N) = Mužstvo postoupivší z nižší soutěže (nováček)

|  | Postup do Divize D 1995/96                             |
|  | Sestup do I. A třídy Jihomoravské župy – sk. A 1995/96 |
|  | Sestup do I. A třídy Jihomoravské župy – sk. B 1995/96 |